# Lina Pesce
Lina Pesce (São Paulo, 26 de janeiro de 1913 - São Paulo, 30 de junho de 1995) foi uma compositora e musicista brasileira. Teve as primeiras noções de música e foi fortemente influenciada pelo seu pai, o maestro italiano Giacomo Pesce. Ao longo de sua vida, fez mais de 200 composições. 
Começou a compor no final dos anos 1920 e encerrou sua carreira na década de 1960. Destacou-se pela composição de tangos.  Entre seus maiores sucessos estão a valsa "Crepúsculo", gravada por Gastão Fomenti e o choro "Bem-te-vi atrevido", que recebeu versões em vários países, entre eles os Estados Unidos, a França e a Itália. O choro foi incorretamente atribuído a Pixinguinha por Hermeto Pascoal durante programa da TV Cultura. 
Em 1933, casou-se com Vicente Vitale, um dos fundadores da editora Irmãos Vitale, e mudou-se para o Rio de Janeiro. Na cidade carioca, aprofundou seus estudos musicais, recebendo instrução de Tomás Terán no piano e de Lorenzo Fernandez em solfejo, teoria e harmonia. Em dezembro de 1937, sua marcha "Você Gosta de Brincar" foi premiada com o primeiro lugar no Concurso Oficial de Músicas Carnavalescas para 1938, promovido pela Divisão de Turismo e Divertimentos Públicos da Prefeitura de São Paulo, sendo gravada por Laís Marival. Cinco anos depois, seu choro "Bem-Te-Vi Atrevido" foi registrado por George Brass, alcançando enorme sucesso e sendo interpretado por Ethel Smith no filme "Dupla Ilusão" (Twice Blessed). A peça foi posteriormente gravada em diversos países, incluindo Argentina, Inglaterra, França, Itália e União Soviética, e regravada no Brasil por artistas como Carolina Cardoso de Menezes (piano), Altamiro Carrilho (flauta), Sivuca (acordeão) e Irani Pinto (violino). Em 1951, outro choro, "Sabiá Feiticeiro", integrou a trilha sonora do filme "Maior do que o Ódio", de José Carlos Burle. E, em 1958, Agnaldo Rayol interpretou "Onde Estará Meu Amor" no filme "Chofer de Praça", de Amácio Mazzaropi, sendo também lançada em disco por Dolores Duran no mesmo ano.
Aos 45 anos, detentora de um catálogo com mais de 200 composições e prestigiada por renomados artistas como Lely Morel, Antenógenes Silva, maestro Enrico Simonetti e Seus Ritmistas, Gilberto Alves e Elizeth Cardoso, entre outros, recebeu seu primeiro álbum biográfico, intitulado "Inspiração", destacando interpretações de Irani Pinto, e conquistou a admissão na Academia Brasileira de Música Popular. Em 1961, firmou contrato com a CBS, gravando três LPs como solista: o primeiro, dedicado a valsas de sua autoria ("Valsas Brasileiras", 1961), o segundo, apresentando obras eruditas arranjadas em ritmos dançantes ("Concerto em Ritmo", 1963), e o último, intitulado "Chorinhos Bem Brasileiros" (1963), contando com arranjos e regência de Radamés Gnattali. Em 1965, foi homenageada com o lançamento do álbum "Lina Pesce - Seus Grandes Sucessos", com interpretações de Elizeth Cardoso, Agnaldo Rayol, Morgana, Gilberto Alves, Altamiro Carrilho, Uccio Gaetta, Irani Pinto, Inezita Barroso, Sivuca, Adelaide Chiozzo e Pernambuco do Pandeiro, produzido pela gravadora Copacabana. Na década de 1970, retornou a São Paulo, restringindo suas atividades a participações em programas radiofônicos e encontros musicais privados, além de continuar compondo. Encerrou definitivamente sua carreira após o falecimento de seu marido em 1980.
O início do século XX testemunha o surgimento de uma segunda geração de chorões, sendo Pixinguinha a figura emblemática dessa fase. Essa geração estrutura o choro, considerando-o finalmente como um gênero musical distinto, não mais apenas um estilo de interpretação, como ocorria na época de Joaquim Antônio da Silva Callado, um dos pioneiros do choro. Nesse cenário, Lina Pesce, ativa no cenário musical desde o final da década de 1920, destaca-se como uma das compositoras que contribuem para a consolidação desse estilo na música brasileira. Apesar de ter fixado residência no Rio de Janeiro por cerca de cinco décadas, sua estética é profundamente influenciada pela corrente do choro paulista, evidenciando um caráter melódico acentuado, conforme demonstrado em composições como "Bem-Te-Vi Atrevido" (1942), "Corruíra Saltitante" (1948) e "Elegante" (1958).
No entanto, sua memória enfrenta um relativo esquecimento nos dias atuais. A falta de documentação sobre sua vida, estética e carreira, juntamente com a ausência de estudos especializados sobre a compositora, contribui para esse fenômeno. A pesquisadora Anna Paes, responsável por estudos sobre o choro ao lado de Mauricio Carrilho, aponta que, ao contrário de Chiquinha Gonzaga, Lina não teve uma presença pública tão marcante, o que pode explicar seu atual ostracismo. Enquanto Chiquinha assumiu corajosamente sua carreira na época, tocando em público e levando uma vida independente numa sociedade patriarcal, Lina manteve uma postura mais reservada. Apesar disso, a pesquisa de Paes e Carrilho a destaca como uma das mais proeminentes compositoras entre as 123 listadas em sua pesquisa, figurando no CD dedicado às Mulheres do Choro (2002).
Outra explicação possível para sua obscuridade está relacionada ao fato de ter se casado com um dos maiores editores musicais do Brasil, o que pode ter limitado a circulação de suas composições aos territórios por ele controlados. Também, a repercussão internacional de Lina nos Estados Unidos durante a política da boa vizinhança de Franklin D. Roosevelt (1933-1945) pode ser compreendida como parte desse contexto histórico específico, que também trouxe à tona figuras como Carmen Miranda e Zé Carioca.
Entre as obras mais expressivas de Lina estão "Você Gosta de Brincar" (marcha, 1937), "Bem-Te-Vi Atrevido" (choro, 1942), "Corruíra Saltitante" (choro, 1948), "Pintassilgo Apaixonado" (choro, 1947), "Sabiá Feiticeiro" (choro, 1950), "Elegante" (choro, 1958), "Onde Estará Meu Amor" (samba-canção, 1958), "Era uma Vez" (samba-canção, 1958) e "Eu Sou Assim" (samba-canção, gravado em 1958). Sua obra abrange diversos gêneros, demonstrando sua versatilidade, como evidenciado no disco "Ritmos de Lina Pesce" (1956), lançado pela RGE, que inclui até mesmo a faixa "Vamos Dançar Lá Conga", com direção musical de Enrico Simonetti. Lina também compôs um "Baião Concertante", o tango "Amor de Colombina", o bolero "Canción de Mi Alma", "Cantiga (Vela Branca)", gravada pelos Titulares do Ritmo, e "Cantiga de Natal", interpretada por Elizeth Cardoso.